# Afonso Dhlakama
Afonso Marceta Macacho Dhlakama (Mangunde, 1 de gener de 1953) és un polític de Moçambic, cap de la Renamo.
La Renamo es va començar a organitzar després de la independència de Moçambic, el 1975, amb el suport del règim blanc de Rhodèsia. Va iniciar atacs armats el 1977. El primer cap fou André Matsangaissa, però va morir en la lluita contra l'exèrcit el 1979 a la província de Sofala. La successió fou disputada i Dhlakama va emergir com a triomfador després de l'assassinat del seu rival Orlando Cristina.
El 1984 va encapçalar un consell executiu de govern per a les zones sota control, format per dotze membres. Després de l'acord de pau de l'octubre de 1992, el 1993 la Renamo va demanar la legalització (va esperar fins al darrer moment) que li fou atorgada abans de les eleccions. En les eleccions del 1994 va ser candidat a la presidència però fou derrotat per Chissano (53,3% contra 33,7%). El 1999 va tornar a concórrer a les eleccions presidencials i va obtenir el 47,7% però Chissano va obtenir el 52,3%. A les eleccions de 2004 fou derrotat per tercer cop per Armando Guebuza del Frelimo que va obtenir 63,7% mentre Dhlakama obtenia només el 31,7%
L'octubre del 2006 va amenaçar de formar un exèrcit a les severs ordres. El 10 de juny del 2007 va patir un accident de cotxe a Maputo, sense conseqüències greus.